# 프리가 (마블 코믹스)
프리가(Frigga)는 마블 코믹스가 발행하는 만화책의 등장인물로, 스탠 리, 로버트 번스타인, 조 시놋에 의해 만들어졌다. 북유럽 신화의 여신 프리그를 모티브로 하고 있으며, 토르의 어머니로 잘 알려져 있다. 2011년 공개된 영화 《토르: 천둥의 신》에서는 러네이 루소가 연기했다.

## 담당 배우

### 영화
- 토르: 천둥의 신 (2011) - 러네이 루소
  - 토르: 다크 월드 (2013) - 러네이 루소